# Cayo Agua (Panamá)
Cayo Agua o bien isla Cayo Agua es el nombre que recibe la isla del país centroamericano de Panamá en el mar Caribe, que administrativamente depende de la provincia de Bocas del Toro y geográficamente pertenece al archipiélago de Bocas del Toro. Posee una superficie de 16 kilómetros cuadrados. Se encuentra al este de la isla Popa, al sureste de la isla Bastimentos, al sur de los cayos Zapatilla y al oeste de Cayo Toro.